# Нимбус програм
Нимбус сателити представљају другу генерацију свемирских роботских летелица који се користе за метеоролошка истраживања и развој. Ове летелице су направљене тако да служе као стабилисане платформе, окренуте ка Земљи приликом напредних тестирања системом за детекцију и прикупљање научних података о атмосфери. До сада је лансирано седам оваквих летелица а прва која је лансирана био је Нимбус 1 28. августа 1964. Нимбус сателити су опремљени разноврсном опремом, инструментима за снимање сателиских снимака, звука и за друга истраживања у различитим спектралним подручјима.
Преко двадесет година од лансирања првог сателита, Нимбус мисије биле су за САД главна платформа за истраживање и развој сателитског осматрања Земље. Седам Нимбус сателита, лансираних током четрнаестогодишњег периода, пружали су просторне опсервације планете током тридесет година. НАСА је пренела опробану и дотерану технологију Нимбус мисија НОАА (National Oceanic and Atmospheric Administration) за потребе њених сателита. 

## Радна историја Нимбус сателита
| Сателит  | Датум лансирања    | Датум престанка рада |
| -------- | ------------------ | -------------------- |
| Нимбус 1 | 28. август 1964.   | 16. мај 1974.        |
| Нимбус 2 | 15. мај 1966.      | 17. јануар 1969.     |
| Нимбус 3 | 14. април 1969.    | 22. јануар 1972.     |
| Нимбус 4 | 8. април 1970.     | 30. новембар 1980.   |
| Нимбус 5 | 11. децембар 1972. |                      |
| Нимбус 6 | 12. јун 1975.      |                      |
| Нимбус 7 | 24. октобар 1978.  |                      |